# Bitva u Ilipy
Bitvu u Ilipy svedli během druhé punské války, v roce 206 př. n. l., Římané vedení Publiem Corneliem Scipionem s Kartáginci v čele s Hasdrubalem Gisgonem a Magonem Barkou. Scipio rozhodl toto střetnutí odvážným vysunutím křídel svého vojska, jimiž rozdrtil proti nim stojící hispánské spojence Kartáginců. Přesvědčivé vítězství Římanů vedlo k zániku kartaginské domény v Hispánii.

## Předchozí vývoj

Významné bitvy druhé punské války

Krátce po vypuknutí druhé punské války v roce 218 př. n. l. se kartaginský vojevůdce Hannibal vypravil s vojskem z punského území v Hispánii přes jižní Galii a Alpy do Itálie, kde uštědřil římské republice sérii zdrcujících porážek. V době, kdy Hannibal táhl do Itálie, vyslali Římané do Hispánie legie pod velením Gnaea Cornelia Scipiona a jeho bratra Publia s cílem zamezit Hannibalovu mladšímu bratrovi Hasdrubalu Barkovi v přísunu posil Kartágincům v Itálii. Bratři Scipionové několik let soustavně upevňovali římské pozice na severovýchodě Ibérie a odráželi punské útoky. V roce 211 př. n. l. rozmnožili řady svého vojska o místní keltiberské bojovníky, načež rozdělili své síly a vytáhli proti punským armádám vedeným Hasdrubalem Barkou, Hasdrubalem Gisgonem a Magonem Barkou. Ve dvou střetnutích svedených u horního toku řeky Baetis (dnešní Guadalquivir) padl však nejprve Publius a nedlouho po něm také Gnaeus, jehož v kritický moment opustili keltiberští spojenci.
Římané poté zvolili velitelem vojska v Hispánii Publia Cornelia Scipiona, syna stejnojmenného, nedávno zemřelého vojevůdce. Scipio se brzy po svém příchodu zmocnil nečekaným výpadem Nového Kartága (Cartagena), hlavní punské základny a přístavu v Hispánii. V roce 208 př. n. l. zvítězil nad Hasdrubalem Barkou v bitvě u Baeculy. Poražený kartaginský velitel nicméně vyvázl z boje a s částí svého vojska se odebral za Hannibalem do Itálie.
V dalším roce připluly Kartágincům posily ze severní Afriky v čele s Hannonem, který se společně s Magonem pokusil získat žoldnéře mezi Keltibéry. V tomto záměru mu pohotovým zásahem zabránil Scipionův podřízený Marcus Silanus. Hanno padl do římského zajetí, zatímco Mago uprchl k Hasdrubalu Gisgonovi. Scipio pak vytáhl proti Hasdrubalovi do jižní Hispánie s úmyslem ukončit válku v Hispánii. Punský vojevůdce se ale vyvaroval střetnutí s Římany, rozdělil své vojsko a umístil je do opevněných měst.

## Před bitvou
V roce 206 př. n. l. vykonali Kartáginci mohutné přípravy: Hasdrubal Gisgo spojil své síly s Magonovými a provedl v Hispánii rozsáhlé odvody. Livius uvádí, že Punové shromáždili obrovskou armádu čítající 50 000 pěšáků a 4500 jezdců. Polybios se zmiňuje dokonce o 70 000 pěšácích a 4000 jezdcích. Navzdory své velikosti představovalo kartaginské vojsko nesoudržný celek tvořený Puny, africkými žoldnéři a méně ukázněnými oddíly hispánských spojenců a poddaných Kartága. S touto brannou mocí se punští vojevůdci utábořili na úpatí kopců vypínajících se nad otevřenou planinou u města Ilipa (poblíž dnešní Sevilly).
Scipio čelil značné početní nevýhodě, neboť měl pouze dvě legie a dvě alae, sestávající z Italiků. Své vojenské sbory proto výrazně doplnil o spojence z řad místních kmenů, třebaže si uvědomoval jejich nespolehlivost. Tímto způsobem shromáždil asi 45 000 pěšáků a 3000 jezdců, z čehož ale jen asi polovinu tvořili Římané nebo Italikové.
Římské vojsko vytáhlo ze svého zimního ležení ve městě Tarraconu (Tarragona) a postoupilo do Baetiky, kde se utábořilo na dohled od Kartáginců. Mago vzápětí využil zaneprázdněnosti Římanů budujících tábor a s většinou jezdectva včetně Numiďanů prince Massinissy podnikl nájezd proti nepříteli. Scipio předvídal, že by k tomuto mohlo dojít, a schoval vlastní jezdce za nedaleký kopec. Ukrytí římští jezdci nečekaně napadli své punské protivníky a s podporou pěchoty je po krátkém boji přiměli ustoupit. Po této první šarvátce se obě strany v dalších dnech střetávaly v menších potyčkách jezdců a lehkooděnců.
Hasdrubal se posléze jako první rozhodl seřadit své muže na planině do bitevní linie, načež svůj šik zformovali i Římané. Armády nicméně zůstaly stát každá před svým náspem a nepouštěly se do boje. Když se schylovalo k západu, stáhly se zpět do svých táborů. V následujících dnech se totéž opakovalo. V pokročilejší denní době nechali oba velitelé vyvést své muže, přičemž Punové nastupovali vždy jako první. Vojska poté stála proti sobě, aby se na sklonku dne vrátila do táborů. Hasdrubal rozmisťoval své nejlepší, punské a africké vojáky do středu své sestavy, na křídla stavěl hispánské spojence a před ně válečné slony. Scipio si počínal obdobně, střed obsazoval Římany a křídla Hispánci.

## Bitva

Schéma formací armád před bitvou

Schéma římského útoku na kartaginská křídla, červeně znázorněni Římané, modře Kartáginci

V den bitvy se Scipio odchýlil od dosavadního postupu. Na rozdíl od předchozích dnů přikázal hned za svítání svým mužům, aby se nasnídali, připravili k boji a vyrazili z tábora. Jezdce a lehkooděnce neprodleně vyslal napadat nepřátele a sám v čele pěchoty pochodoval až do středu planiny. Pozměnil rovněž svoji bitevní sestavu. Své skvěle vycvičené legie a alae postavil na křídla, zatímco méně zdatné hispánské spojence, vůči nimž nechoval příliš důvěry, umístil do středu linie.
Když se Hasdrubal doslechl o nečekaném nájezdu římských jezdců, neprodleně vyslal vlastní jízdu a lehkooděnce proti útočníkům. Ostatní vojsko začal okamžitě řadit k bitvě, aniž by mu dopřál dostatek času řádně se připravit a občerstvit. Pěchotu rozvinul obvyklým způsobem na rovině pod kopcem, na němž stál punský tábor. Teprve pak si Hasdrubal povšiml, že rozestavení Římanů je jiné než v uplynulých dnech, avšak bylo pozdě, aby na tuto změnu mohl nějak zareagovat.
V šarvátkách jezdců a lehkooděnců, trvajících zřejmě několik hodin, nezískala žádná ze stran převahu. Scipio po určité době stáhl své lehkooděnce a jezdce mezerami mezi manipuly do týlu vojska, rozdělil je na dvě části a umístil v záloze za obě křídla. Potom obnovil postup proti nepřátelům. Hispánským vojákům nařídil, aby kráčeli pomalu volným krokem. Na pravém křídle, jemuž osobně velel, přikázal svým mužům, rozestavěným v obvyklý trojitý šik (triplex acies), aby se otočili doprava, takže utvořili tři kolony. Tři krajní manipuly se vzápětí stočily doleva čelem k nepříteli a ostatní manipuly se srovnaly za nimi. Napravo od nich se obdobně seřadila jízda a lehkooděnci. Vzniklé kolony vedl Scipio zrychleným krokem ke kartaginským liniím. V nevelké vzdálenosti od nich stočil své manipuly doprava a znovu je rozvinul do bojové linie, překrývající protivníkova křídla. Totéž se zrcadlovitě dělo i na levém křídle Římanů, jež Scipio svěřil Marku Silanovi a Luciu Marciovi a uložil jim, aby napodobili jeho manévr.
Pomalu se přibližující Hispánové byli ještě poměrně daleko od kartaginského středu, když seřazené římské oddíly napadly obě nepřátelská křídla. Ta se záhy ocitla pod tlakem ze dvou stran, neboť římští jezdci a lehkooděnci je obešli z boku a těžkooděnci na ně útočili zpředu. Oštěpy vrhané Římany vyděsily slony, kteří zmateně pobíhali ve vlastních i nepřátelských řadách a pobíjeli každého, kdo jim stál v cestě. Nejzdatnější punské a africké jednotky ve středu linie se dosud nezapojily do bitvy a mohly pouze přihlížet tomu, jak jsou jejich hispánští spojenci svíráni Římany. Kdyby se jim pokusily pomoci, vystavily by se hrozbě čelního útoku proti nim postupujících Hispánů bojujících na římské straně. Po jistou dobu dokázala kartaginská křídla uhájit své postavení. Postupně se ale začalo projevovat vyčerpání Baleárů a hispánských nováčků, nad nimiž získávali navrch zkušenější římští a italičtí vojáci. Jejich nápor přiměl Kartágince k pozvolnému ústupu. Římané, povzbuzení příznivým vývojem, dotírali ještě silněji na své nepřátele. Tím rozrušili jejich řady a obrátili je na útěk. Na úpatí kopce se Kartáginci zastavili a pokusili se znovu sešikovat. Římané na ně po jistém váhání opět udeřili a zahnali otřesené Puny do jejich tábora. Římané pokračovali v útoku a málem se zmocnili i protivníkova tábora. V tom se strhla silná bouře a prudký déšť zamezil dalšímu boji.

## Důsledky
Během nastalé noci činili Kartáginci opatření k zabezpečení obrany tábora před jeho nevyhnutelným obléháním. Jejich hispánští spojenci přešli mezitím na stranu Římanů, což Hasdrubala přimělo tábor ještě za tmy opustit. Jakmile se o tom doslechl Scipio, vyslal napřed jízdu a s celým vojskem vyrazil spěšným pochodem za poraženými Puny, směřujícími k řece Baetis. Místní průvodci mu ukázali kratší cestu k řece, díky čemuž se římským legiím podařilo Kartágince dostihnout a značnou část z nich pobít. Mnozí z nich padli do zajetí, jiní vyhledali záchranu v útěku do okolních obcí. Hasdrubal unikl s asi 6000 vojáky na blízké pahorky a opevnil se na nich. Protože jeho zbývající muži začali přebíhat k Římanům, Hasdrubal si dal přivolat lodě. Vojsko zanechal na místě a jedné noci utekl do města Gades (Cádiz). Potom poslal lodě také pro Magona.
Hasdrubal se krátce nato odebral do severní Afriky, zatímco Mago marně usiloval o obnovení války v Hispánii. Nakonec odplul na Menorcu, sebral tam několik tisíc žoldnéřů a vypravil se s nimi do Ligurie. Římané si v měsících následujících po bitvě podrobili zbývající punské enklávy. Po Magonově odchodu se obyvatelé Gad vzdali Římanům, čímž bylo zhroucení kartaginské moci v Hispánii završeno. Punové tím přišli o možnost vést odsud další pozemní invazi do Itálie a současně byli odříznuti od hispánských nalezišť stříbra a rezervoáru lidských zdrojů.

### Prameny
- LIVIUS. Dějiny V. Praha: Svoboda, 1975
- POLYBIOS. Dějiny III. Praha: Arista, Baset, TeMi CZ, 2011. ISBN 978-80-86410-62-3